# Syntormon zelleri
Syntormon zelleri är en tvåvingeart som först beskrevs av Friedrich Hermann Loew 1850.  Syntormon zelleri ingår i släktet Syntormon och familjen styltflugor. Inga underarter finns listade i Catalogue of Life.